# XI Клавдиев легион
Легион XI «Клавдия» (лат. Legio XI Claudia Pia VI Fidelis VI) — римский легион, сформированный Юлием Цезарем в 58 году до н. э. Просуществовал как минимум до начала V века. Символами легиона, скорее всего, являлись бык и Капитолийская волчица, кормящая близнецов.

## Основание
Сформирован Юлием Цезарем в 58 году до н. э. для войны с гельветами. При формировании наименования не получил.

## Боевой путь
Первым сражением, в котором участвовал легион, была битва на Сабисе (совр. река Самбре, Фландрия, Франция — Бельгия), в которой войска Цезаря выступили против троекратно превышающих их сил нервиев в начале 57 году до н. э. Битва закончилась блестящей победой римлян.
В 52 году до н. э. сражается против Верцингеторикса и принимает участие в осаде Алезии (совр. Алез-Сент-Рен, Франция).
Во время гражданской войны сражается на стороне Цезаря в битве при Диррахии (совр. Дуррес, Албания) и при Фарсале (совр. Фарсала, Греция).
В 45 году до н. э. Цезарь распускает легион, а ветеранов расселяет в Бовиане (совр. Баяно, Италия).
В 42 году до н. э. Октавиан воссоздает легион для участия в гражданской войне на стороне второго триумвирата. Легион участвует в битве при Филиппах, а затем подавляет восстание в Перудже.
После окончания гражданской войны между Октавианом и Марком Антонием легион переводят на Балканы.
В 9 году, после сражения в Тевтобургском Лесу легион становится лагерем в Бурне (совр. Кистанье, Хорватия), вместе с легионом VII.
В 42 году губернатор Луций Аррунций Фурий Камилл Скрибониан поднял мятеж против императора Клавдия, недавно пришедшего к власти. Однако мятеж был быстро и безжалостно подавлен силами VII и XI легионов, за что оба они были переименованы и получили когномен Claudia («Легион Клавдия»), а также титул Pia Fidelis («Верный и преданный»). Однако титул скоро превратился в когномен и легионы так и стали называться Claudia Pia Fidelis («Верный и преданный легион Клавдия»).
В 69 году легион сначала выступил на стороне Отона. Часть легиона выступила в Италию для участия в битве при Бедриаке, но опоздала, и Вителлий отправил их обратно. Легион сразу же поддержал нового противника Вителлия — Веспасиана, и принял участие в битве при Кремоне, на этот раз оказавшись в числе победителей.
В 70 году, после подавления в составе войск Цериалиса восстания батавов, легион разместился в Виндониссе (совр. Виндиш, Швейцария).
Во времена Домициана сражается с хаттами.
В 101 году легион переводят в Бригецио в Паннонию, а в 114 в Дуростор (совр. Силистра, Болгария). Задачей легиона было поддержание порядка в устье Дуная. Одно из подразделений легиона периодически отправлялось в Крым, поскольку эта колония находилась под протекторатом Рима. В Храме Юпитера Долихена, обнаруженном в 1996 году в Балаклаве, центурионом XI Клавдиева легиона Антонием Проклом, согласно данному им обету, был поставлен алтарь Вулкану. Предположительная дата постройки алтаря — 174 год н.э.
В 132—136 годах подразделение легиона принимает участие в подавлении восстания Бар-Кохбы.
В 193 году легион выступает на стороне Септимия Севера. Север направляет его против Песценния Нигера. Легион осаждает Византий (совр. Стамбул, Турция), после чего проходит через Киликийские ворота и участвует в битве при Иссе (совр. Исс, Турция).
Во времена Галлиена, за поддержку против Постума, получает титул Pia VI Fidelis VI («Шесть раз верный и преданный»).
В 295 году части легиона сражаются в Римском Египте, в 298 — в Мавретании.
В 302 году легион по-прежнему находится Дуросторе. К этому моменту в легионе становится популярным христианство, и в наказание командование подвергает смертельным пыткам двоих легионеров-христиан — Юлия и Гезихия.

## Расформирование
В начале V века легион продолжает нести службу в Дуросторе. Дальнейшая его судьба неизвестна.